# Amakusanthura melaleuca
Amakusanthura melaleuca är en kräftdjursart som beskrevs av Gary C.B. Poore och Lew Ton 1988. Amakusanthura melaleuca ingår i släktet Amakusanthura och familjen Anthuridae. Inga underarter finns listade i Catalogue of Life.